# Little Hoole
Little Hoole – civil parish w Anglii, w Lancashire, w dystrykcie South Ribble. W 2011 civil parish liczyła 2070 mieszkańców.